# Mille mois
Mille mois  es una película del año 2004.

## Sinopsis
1981, Marruecos, mes del Ramadán. Un pueblo en el corazón del Atlas. Mehdi, un niño de siete años, va a vivir con su madre Amina a casa de su abuelo Ahmed. Su padre está encarcelado. Para proteger al niño, Amina y Ahmed le cuentan que su padre ha ido a trabajar a Francia. En el colegio, Mehdi se encarga de cuidar de la silla del maestro. Su relación con los demás y el mundo transcurre a partir de ese objeto. El frágil equilibrio de su vida amenaza cada día con volar en pedazos...

## Premios
- Festival Premiers Plans d’Angers 2002 - « Un certain regard »
- Festival de Cannes 2003
- Festival du Film Francophone de Namur 2003
- Festival International du Film d’Alexandrie 2003
- Festival International de Films de Fribourg 2004
- Miami International Film Festival 2004